# Heminothrus ornatissimus
Heminothrus ornatissimus är en kvalsterart som först beskrevs av Berlese 1910.  Heminothrus ornatissimus ingår i släktet Heminothrus och familjen Camisiidae. Inga underarter finns listade i Catalogue of Life.